# 偶例謬誤
偶例謬誤（英語：accident (fallacy)；destroying the exception；a dicto simpliciter ad dictum secundum quid）或偶然謬誤、意外謬誤、消滅例外是一種「通則凌駕例外」的非形式謬誤，是基於某個通則的存在，而否定例外的存在或正當性，即不恰當地以一個普遍原則來解釋一個特殊事例。當在三段論中應用經驗法則的時候忽略了特例，就會出現有效的推論但是得出謬誤的結論。這個謬誤最早有記載的是在亞里士多德的著作《詭辯篇》中。
相反地，逆偶例謬誤是基於例外的存在而否定通則，即不恰當地以一個特殊事例來解釋一個普遍原則。
籠統概化（英語：sweeping generalization）或簡化推論、簡單地說（拉丁語：a dicto simpliciter）是一種不當的演澤推理，忽略了經驗性的通則可允許適當的例外存在，包括偶例謬誤與逆偶例謬誤；但也有把籠統概化視作等同偶例謬誤的用法。

## 示例
當將一般性觀點應用於一個明顯是例外的特定事件中的時候，就容易會得出謬誤的結論。以下是一些例子：
例一

超速是不對的，所以救護車不應該超速。

解說：有很好的理由認為救護車可以不受到速限控制，因此這是謬誤。
例二

鳥會飛，駝鳥是鳥，所以駝鳥會飛。

解說：在演化的過程中，有些鳥類放棄了飛行能力，「鳥會飛」只是通常的狀況，並非絕無例外的鐵律，因此這是謬誤。
例三

用刀割開活人是一種犯罪行為
外科醫生用刀割開活人
______________________________
∴外科醫生有罪

解說：有很好的理由讓外科醫生用刀割開活人，因此這是謬誤。
例四

開板車很難不作弊跑贏性能比較好的車
小橘子姐姐用板車在各個賽道都創下了紀錄
______________________________
∴小橘子姐姐作弊。

解說：如果小橘子姐姐確實是神乎其技、讓人望塵莫及、以致可以超越車子性能差異的高手，那用通則評判小橘子姐姐，就是謬誤。
例五

好的史書應該忠於史實
《資治通鑑》記載著皮日休投靠黃巢這種真實性存疑的事情
______________________________
∴《資治通鑑》不是一本好的史書。

解說：要否定一本史書的價值，必須證明這本史書的記載在當時可以做到的狀況下，整體而言不嚴謹、不忠於史實；如果單單因為一些缺漏或問題，就否定整本史書的價值，就是犯了此項謬誤。
例六

人類族群有傳統的神祇和神話傳說
皮拉罕人沒有傳統的神祇和神話傳說
______________________________
∴皮拉罕人不是人類

解說：如果單單因為皮拉罕人沒有傳統的神祇和神話傳說，就否定皮拉罕人是人類，就是犯了此項謬誤。
例七

我們應該愛惜自然，不應該破壞自然
害蟲如蟑螂、蚊子、蒼蠅、老鼠是自然的一部分
很多人每天撲殺害蟲如蟑螂、蚊子、蒼蠅、老鼠
______________________________
∴人們都在破壞自然

解說：有很好的理由(有大量研究證實蟑螂、蚊子、蒼蠅及老鼠有傳播有害病原體)撲殺蟑螂、蚊子、蒼蠅、老鼠，因此這是謬誤。

## 逆偶例谬误
與偶例謬誤相對的，是逆偶例謬誤。在逆偶例謬誤當中，論者因為例外的存在，而否定通則。

## 外部連結
- （英文）Fallacy files: Accident（页面存档备份，存于）